# Quanzhouhua
Quanzhouhua is een Chinees dialect dat behoort tot de Chinese subtaal Minnanyu. Quanzhouhua wordt gesproken in de Chinese regio Quanzhou, op de eilanden Taiwan en Jinmen en door een groot deel van de overzeese Chinezen in Zuidoost-Azië.
In de 17e eeuw migreerden vele mensen vanuit de Chinese provincie Fujian naar het eiland Taiwan. De gemigreerde Quanzhounezen op het eiland Taiwan ontwikkelden in loop der eeuwen hun eigen variant van het Minnanyu, dat Taiwanees wordt genoemd. Daarvan kwam 44,8% Quanzhou en omstreken. Omdat Quanzhouhua de meeste overeenkomsten heeft met andere Minnanyu dialecten, wordt dit dialect gezien als vertegenwoordiger van Minnanyu/Hokkien en daarom Standaardminnanyu genoemd.

## Classificatie
- Sino-Tibetaanse talen
  - Chinese talen
    - Min (taal)
      - Minnanyu
        - Mintaihua
          - Quanzhouhua

## Enkele woorden die in Quanzhouhua anders zijn
- 汝 i.p.v. 你 (betekent: jij)
- 伊 i.p.v. 他 (betekent: hij)
- 箸 i.p.v. 筷子 (betekent: eetstokjes)
- 鼎 i.p.v. 锅 (betekent: wok)
- 走 i.p.v. 跑 (betekent: rennen)
- 食 i.p.v. 吃 (betekent: eten)
- 历日 i.p.v. 日历 (betekent: kalender)
- 鸡母 i.p.v. 母鸡 (betekent: kip)
- 人客 i.p.v. 客人 (betekent: klant)